# Ilha Brentford

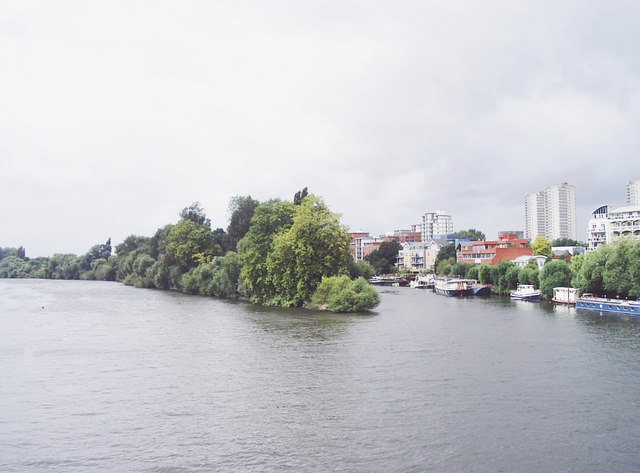
Brentford vista a partir da Ponte Kew.

A Ilha Brentford (em inglês:  Brentford Ait) é uma longa e inabitada ilhota no Rio Tâmisa sem construções, em Londres. É administrada pelo borough londrino de Richmond upon Thames.

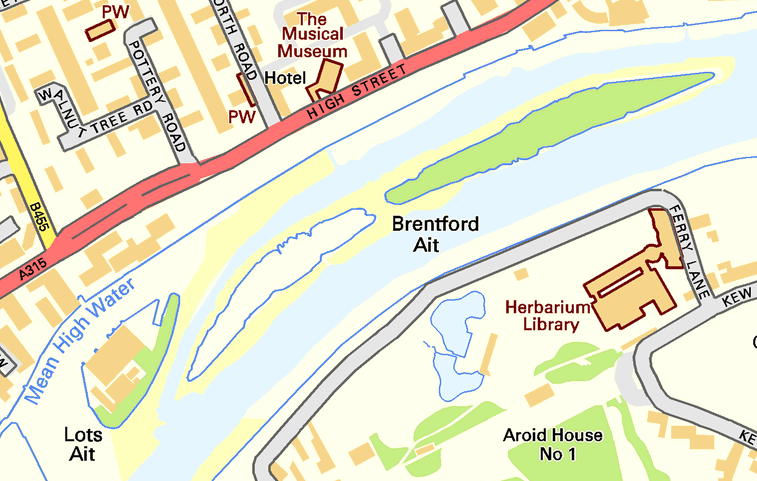
Mapa de Brentford e outras ilhotas.